# Sydlig tamandua
Sydlig tamandua (Tamandua tetradactyla) är ett däggdjur i familjen myrslokar (Myrmecophagidae).
Arten är något större än nordlig tamandua, som är den andra arten i släktet, men betydlig mindre än jättemyrsloken. Djuret har bra förmåga att klättra i träd men vistas även på marken. Sydlig tamandua vilar i trädens håligheter eller i bon som skapats av andra djur som bältdjur.

## Utseende
Denna myrslok når en kroppslängd (huvud och bål) mellan 53,5 och 88 cm, en svanslängd av 40 till 59 cm och en vikt av cirka 4,5 kg. Pälsens grundfärg är ljusbrun till något mörkare brun eller sällan svartaktig. Många individer, särskild i sydöstra delen av utbredningsområdet, har svarta mönster på kroppen som liknar en felvänd väst. Svansen saknar på undersidan och vid spetsen hår. Den används som gripverktyg. Huvudet kännetecknas av en långdragen och något nedåtböjd nos. Vid nosens spets finns en liten mun som i öppet läge bara ger plats åt tungan som är upp till 40 cm lång. Arten har fyra tår vid framtassarna och fem tår vid bakfötterna som alla är utrustade med kraftiga klor.

## Utbredning och habitat
Artens utbredningsområde ligger i Sydamerika öster om Anderna. Det sträcker sig från Colombia och Venezuela i norr till Uruguay och norra Argentina i syd. Dessutom förekommer sydlig tamandua på Trinidad. Den når i bergstrakter 2000 meter över havet. Habitatet varierar mellan fuktiga tropiska skogar, galleriskogar i savanner och mangrove.

## Ekologi
När honor inte är brunstig lever varje vuxen individ ensam. De är främst nattaktiva men kan även vara dagaktiv. Sydlig tamandua klättrar främst i träd och kommer ibland ner till marken. Den vilar i trädens håligheter eller i ett näste som skapades av ett annat djur. Arten försvarar sig med sina kraftiga klor när den blir hotad.
Denna myrslok äter främst trädlevande myror och termiter. I mindre mått ingår honung och bin i födan. Individer som hölls i fångenskap matades framgångsrik med köttfärs och frukter.
Allmänt kan honor bli brunstiga flera gånger per år. Dräktigheten varar 130 till 150 dagar och sedan föds en enda unge. Ungen håller sig under sina första veckor fast på moderns rygg när hon vandrar i träden. En individ i fångenskap levde 9,5 år.

## Status
I begränsat omfång hotas arten av habitatförstöring. Den jagas ibland för köttets skull och några individer dödas av hundar. Några sydliga tamanduor fångas för att hålla de som sällskapsdjur. Hoten är inte allvarliga för hela beståndet och arten listas av IUCN som livskraftig (LC).